# Konferencja w Lozannie

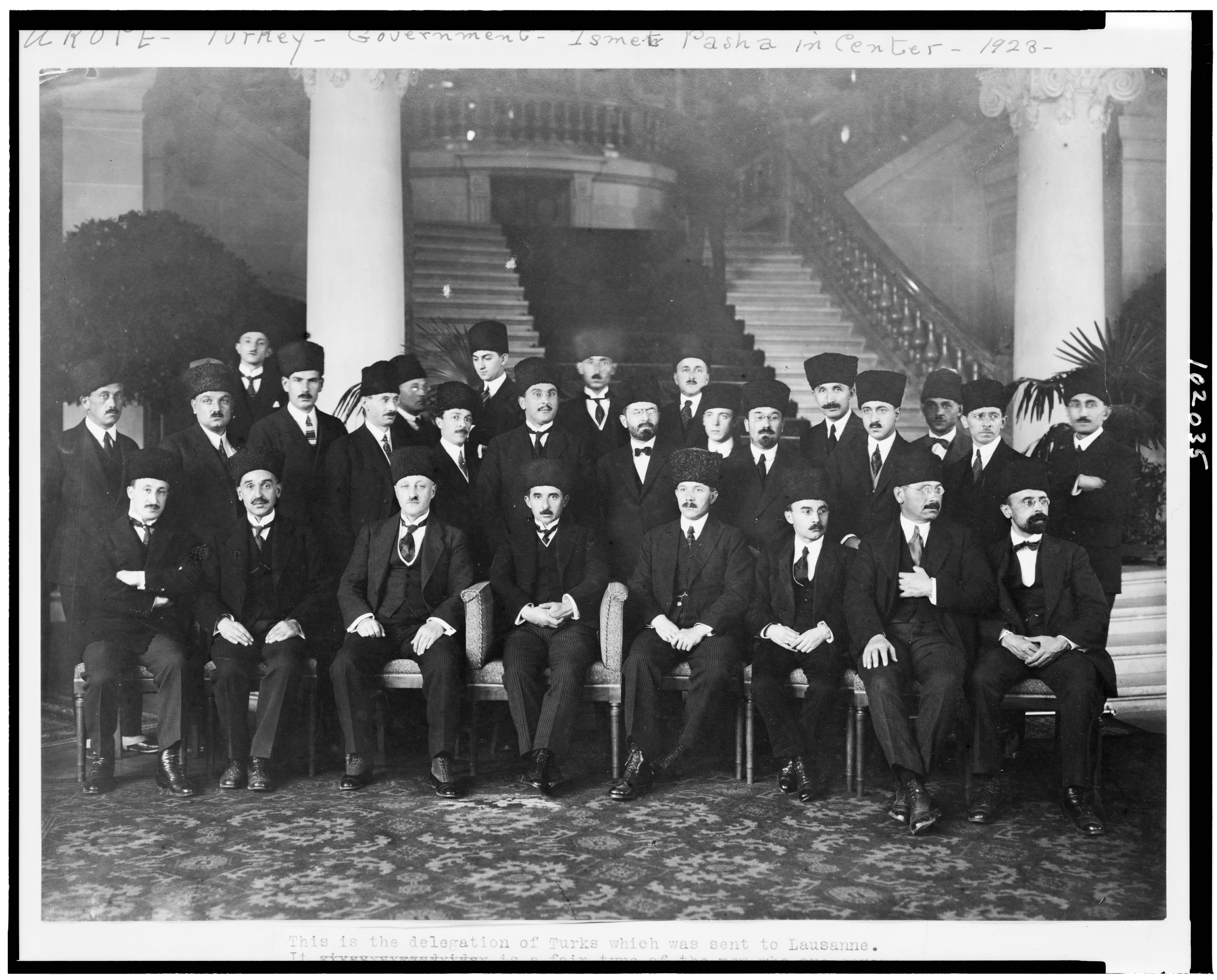
Turecka delegacja w Lozannie

Konferencja w Lozannie – konferencja międzynarodowa, odbywająca się od 20 listopada 1922 do 24 lipca 1923. Zwołana w celu uregulowania spraw w rejonie Morza Czarnego po wojnie grecko-tureckiej.

## Uczestnicy konferencji
W pracach uczestniczyli przedstawiciele Wielkiej Brytanii, Francji, Włoch, Bułgarii, Grecji, Rumunii, ZSRR, Jugosławii, Japonii, USA (jako obserwatorzy) i Turcji. Państwa Ententy ograniczały wszakże udział ZSRR i Bułgarii do udziału w obradach w części dotyczącej tylko cieśnin Bosfor i Dardanele łączących Morze Czarne z Morzem Śródziemnym.
Przy rozpatrywaniu spraw ekonomicznych w konferencji brały udział dodatkowo: Albania, Belgia, Hiszpania, Portugalia, Holandia, Norwegia i Szwecja.

## Powody zwołania konferencji
Głównym zadaniem konferencji było przygotowanie traktatu pokojowego z Turcją i określenie statusu cieśnin czarnomorskich. W zakresie cieśnin Wielka Brytania, popierana przez inne kraje Ententy, stała na stanowisku swobodnego przepływu okrętów wszystkich krajów w okresie pokoju i w czasie wojny, jeśli Turcja będzie krajem neutralnym. Przy udziale Turcji w wojnie przewidywała wolny przepływ przez cieśniny okrętów państw neutralnych. Angielska delegacja żądała demilitaryzacji cieśnin i zorganizowania nad tym kontroli międzynarodowej z udziałem nie tylko państw położonych nad cieśninami, ale i państw Ententy. Projekt delegacji sowieckiej przewidywał zamknięcie cieśnin dla wszystkich okrętów w czasie pokoju i w czasie wojny oraz zapewnienie pełnego i swobodnego przepływu statków handlowych.

## Wynik prac
Turcja w czasie negocjacji zgodziła się z poglądem brytyjskim, licząc na wsparcie ekonomiczne i korzystne rozwiązanie jej spraw terytorialnych w przygotowywanym traktacie pokojowym. Jednakże Wielka Brytania w ultymatywnym tonie zażądała od Turcji podpisania umowy wypracowanej przez państwa Ententy na warunkach niekorzystnych dla Turcji. Delegacja Turcji nie zgodziła się i 4 lutego rozmowy przerwano. Zostały wznowione 23 kwietnia. Na tym etapie rozmów państwa Ententy zażądały od delegacji sowieckiej podpisania konwencji cieśnin zgodnie z warunkami Ententy. W drugim etapie rozmów rozpatrzono sprawy umów pokojowych z Turcją. W wyniku ustępstw zarówno przedstawicieli Ententy, jak i Turcji podpisano 17 dokumentów, wśród których najważniejszym był Lozański traktat pokojowy 1923 r. i konwencja o reżimie w cieśninach czarnomorskich. Konwencja była podpisana 24 lipca 1923 r. przez Wielką Brytanię, Francję, Włochy, Japonię, Grecję, Rumunię, Jugosławię i Turcję (rząd sowiecki podpisał konwencję 1 sierpnia 1923 r.). Konwencja przewidywała demilitaryzację strefy cieśnin, jednocześnie zabezpieczała swobodny przepływ przez cieśniny Bosfor i Dardanele nie tylko statków handlowych, ale i okrętów (z nieznacznymi ograniczeniami) każdego państwa (ZSRR nie ratyfikował konwencji). Pozostałe 15 dokumentów konwencji dotyczyły spraw powrotu jeńców, wzajemnej wymiany repatriantów tureckich i greckich ze spornych obszarów. W wyniku postanowień traktatu Turcja uzyskała gwarancje integralności terytorialnej. Ustalono nowy przebieg granic Turcji. Wbrew oczekiwaniom konferencja nie ustanowiła państwa armeńskiego.
Polska zawarła w Lozannie z Turcją Traktat Przyjaźni 23 lipca (Dz.U. 1924 nr 39, poz. 407).
Postanowienia dotyczące cieśnin czarnomorskich zostały zrewidowane w 1936 na mocy konwencji z Montreux.